# Basílica de Santa Cruz
A Basílica de Santa Cruz (em italiano Basilica di Santa Croce) é a principal igreja franciscana em Florença, na Itália, e uma das principais basílicas da Igreja Católica no mundo. Está situada na Piazza di Santa Croce, a leste da basílica de Santa Maria del Fiore. É o lugar onde estão enterrados alguns dos mais ilustres italianos, tais como Michelângelo, Galileo Galilei, Maquiavel e Rossini, e assim é apelidada de Panteão das Glórias Italianas. 
A lenda diz que a igreja foi fundada pelo próprio São Francisco de Assis. A atual igreja foi iniciada em 1294, possivelmente por Arnolfo di Cambio e foi bancada por algumas das famílias mais ricas da cidade. Foi consagrada em 1442 pelo papa Eugênio IV. A vasta estrutura é a maior igreja franciscana do mundo. Suas características mais marcantes são as 16 capelas, muitas delas decoradas com afrescos de Giotto e seus alunos e os monumentos funerários. O campanário foi construído em 1842. 
No Primo Chiostro, o principal claustro, encontra-se a Capela Pazzi, construída como uma sala capitular entre 1442 e 1446 e finalmente completada em 1470. Filippo Brunelleschi esteve envolvido em seu projeto. 
O Museo dell'Opera di Santa Croce está localizado basicamente no refeitório, fora do claustro. Um monumento a Florence Nightingale está no claustro, na cidade onde ela nasceu e da qual recebeu o nome. 
Hoje, o antigo dormitório dos frades franciscanos abriga a Scuola del Cuoio (Escola do Couro). Os visitantes podem ver os artesãos criando carteiras, bolsas e outros objetos que são vendidos na loja adjacente.

## Obras de arte

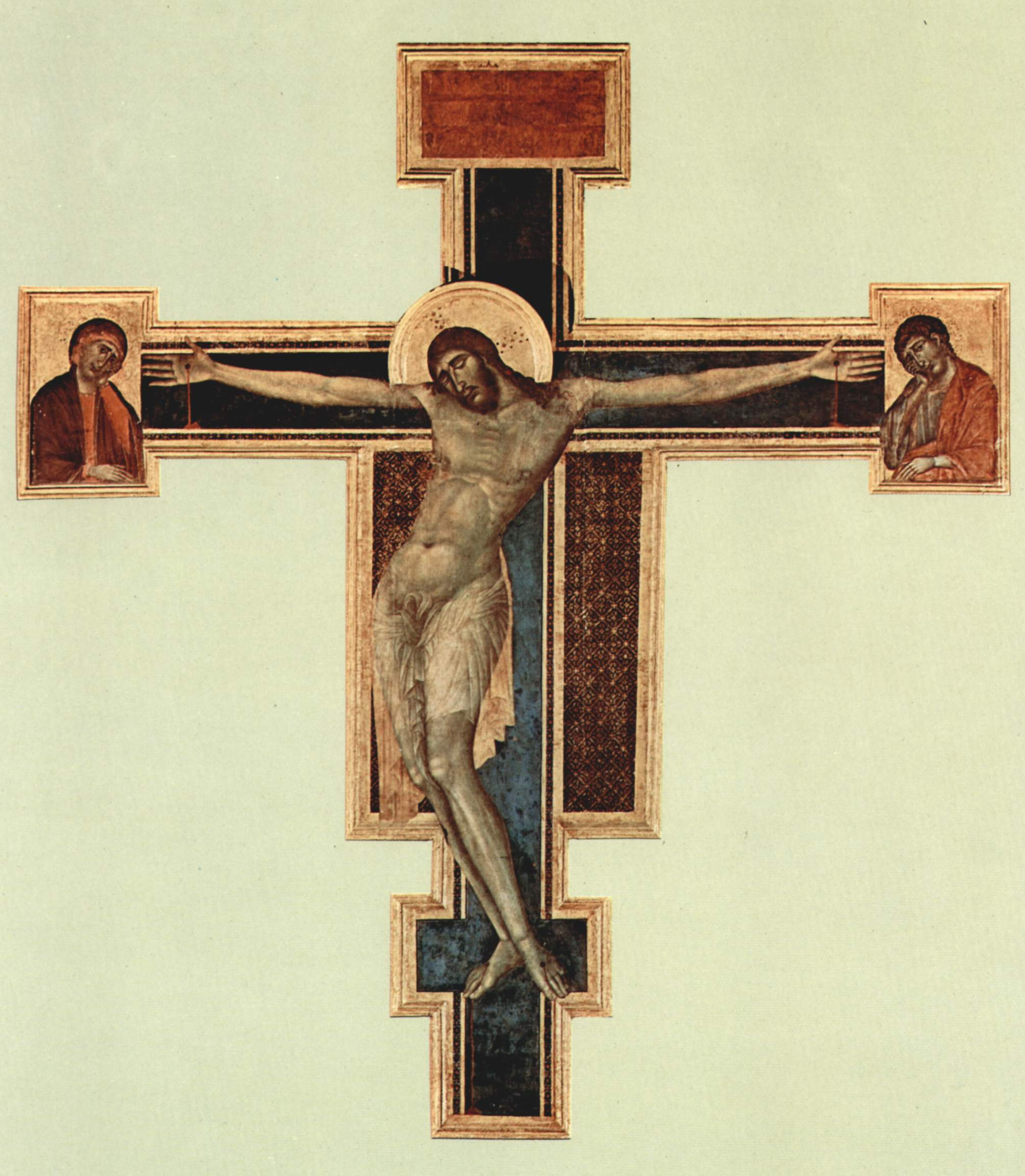
Crucifixo de Cimabue.

Os artistas cujas obras estão presentes na Basílica incluem: 
- Benedetto da Maiano (púlpito; portas da Cappella dei Pazzi, com seu irmão, Giuliano)
- Antonio Canova (monumento a Alfieri)
- Cimabue (Crucificação, no refeitório)
- Andrea della Robbia (altar da Cappella Medici)
- Luca della Robbia (decoração da Cappella dei Pazzi)
- Desiderio da Settignano (túmulo de Marsuppini; friso da Cappella dei Pazzi)
- Donatello (relevo da Anunciação na parede sul; crucifixo na Cappella Bardi; St Louis of Toulouse no refeitório, originalmente feito para a Igreja de Orsanmichele)
- Agnolo Gaddi (afrescos na Cappella Castellani e capela-mor; vidro colorido na capela-mor)
- Taddeo Gaddi (afrescos na Cappella Baroncelli; Crucificação na sacristia; Última Ceia no refeitório, considerado seu melhor trabalho)
- Giotto (afrescos na Cappella Peruzzi e Cappella Bardi; possivelmente A Coroação da Virgem, altar da Cappella Baroncelli)
- Maso di Banco (afrescos na Cappella Bardi di Vernio) mostrando Cenas da Vida de São Silvestre (1335-1338).
- Henry Moore (estátua de guerreiro na Primo Chiostro)
- Andrea Orcagna (alguns afrescos no refeitório)
- Antonio Rossellino (releveo na Madonna del Latte (1478) na ala sul)
- Bernardo Rossellino (túmulo de Bruni)
- Santi di Tito (Ceia em Emaús e Ressurreição, altares na ala norte)
- Giorgio Vasari (túmulo de Michelângelo com esculturas de Valerio Cioli, Iovanni Bandini, e Battista Lorenzi. Caminho para o Calvário pintado por Vasari
- Domenico Veneziano (São João e São Francisco no refeitório)

## Túmulos

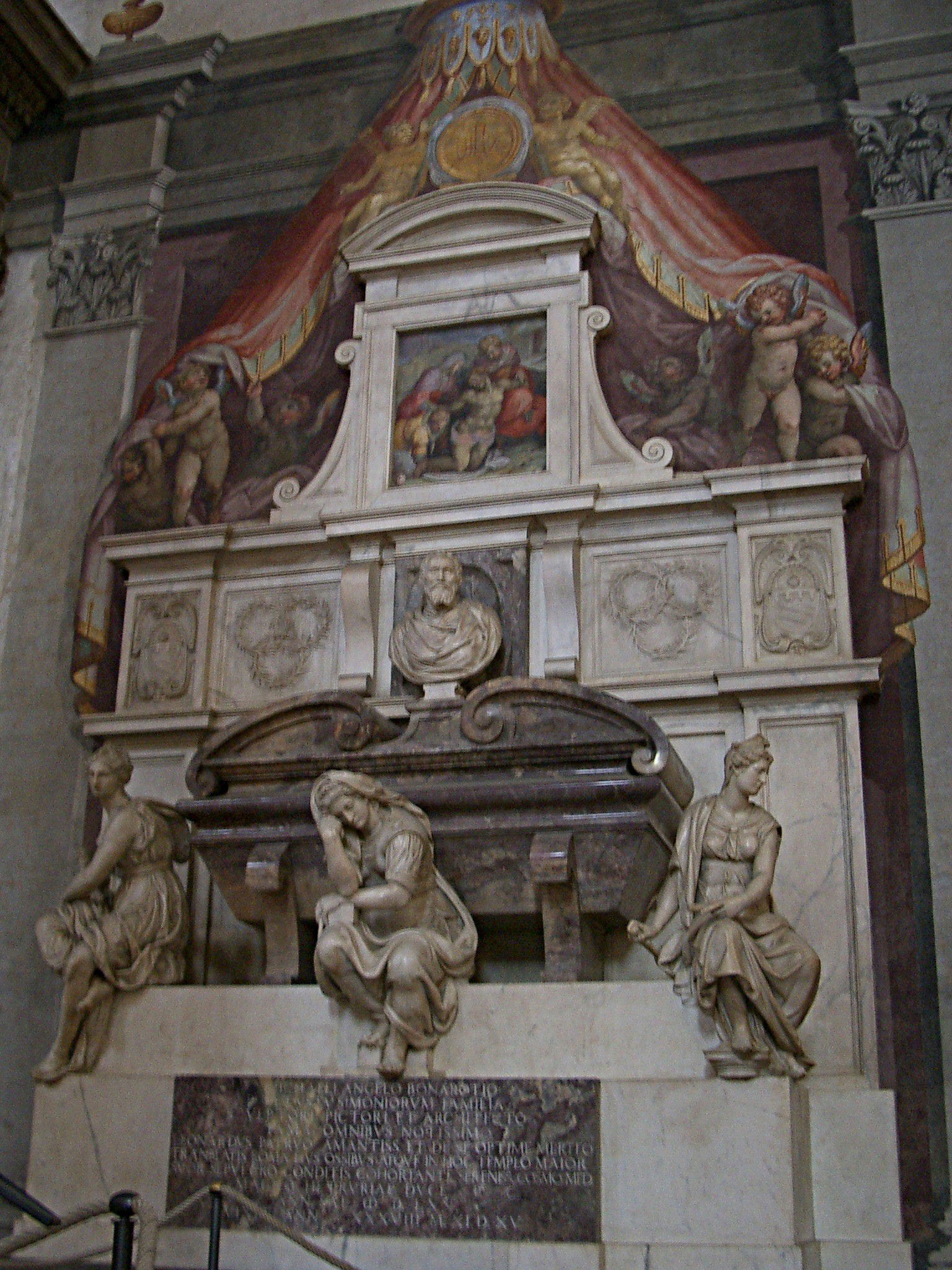
Monumento em homenagem a Michelângelo, o túmulo fica abaixo, no chão.

Por 500 anos, era costume construir túmulos decorados para os notáveis cidadãos de Florença. Na Basílica estão os túmulos de: 
- Leon Battista Alberti
- Vittorio Alfieri
- Luigi Lanzi
- Lorenzo Bartolini
- Leonardo Bruni
- Ugo Foscolo
- Galileo
- Giovanni Gentile
- Lorenzo Ghiberti
- Niccolò Machiavelli
- Michelangelo Buonarroti
- Gioacchino Rossini
- Guglielmo Marconi

## Acidente
Em 19 de outubro de 2017, um turista espanhol morreu, quando estava a visitar a Basílica, depois de ser atingido por um pedaço de teto que caiu de uma coluna. O bocado de pedra desprendeu-se, e caiu em cima do homem, de uma altura de 30 metros, que teve morte imediata.